# Volkswagen Polo R WRC
Volkswagen Polo R WRC – samochód rajdowy klasy WRC, którego debiut na rajdowych trasach miał miejsce podczas Rajdu Monte Carlo 2013. Model ten jest zbudowany na bazie Volkswagena Polo.

## Zwycięstwa w WRC
| Sezon | Nr | Rajd                   | Nawierzchnia | Kierowca           | Pilot            | Zespół                   |
| ----- | -- | ---------------------- | ------------ | ------------------ | ---------------- | ------------------------ |
| 2013  | 1  | Rajd Szwecji           | śnieg        | Sébastien Ogier    | Julien Ingrassia | Volkswagen Motorsport    |
| 2013  | 2  | Rajd Meksyku           | szuter       | Sébastien Ogier    | Julien Ingrassia | Volkswagen Motorsport    |
| 2013  | 3  | Rajd Portugalii        | szuter       | Sébastien Ogier    | Julien Ingrassia | Volkswagen Motorsport    |
| 2013  | 4  | Rajd Grecji            | szuter       | Jari-Matti Latvala | Miikka Anttila   | Volkswagen Motorsport    |
| 2013  | 5  | Rajd Włoch             | szuter       | Sébastien Ogier    | Julien Ingrassia | Volkswagen Motorsport    |
| 2013  | 6  | Rajd Finlandii         | szuter       | Sébastien Ogier    | Julien Ingrassia | Volkswagen Motorsport    |
| 2013  | 7  | Rajd Australii         | szuter       | Sébastien Ogier    | Julien Ingrassia | Volkswagen Motorsport    |
| 2013  | 8  | Rajd Francji           | asfalt       | Sébastien Ogier    | Julien Ingrassia | Volkswagen Motorsport    |
| 2013  | 9  | Rajd Hiszpanii         | mieszana     | Sébastien Ogier    | Julien Ingrassia | Volkswagen Motorsport    |
| 2013  | 10 | Rajd Wielkiej Brytanii | szuter       | Sébastien Ogier    | Julien Ingrassia | Volkswagen Motorsport    |
| 2014  | 11 | Rajd Monte Carlo       | mieszana     | Sébastien Ogier    | Julien Ingrassia | Volkswagen Motorsport    |
| 2014  | 12 | Rajd Szwecji           | śnieg        | Jari-Matti Latvala | Miikka Anttila   | Volkswagen Motorsport    |
| 2014  | 13 | Rajd Meksyku           | szuter       | Sébastien Ogier    | Julien Ingrassia | Volkswagen Motorsport    |
| 2014  | 14 | Rajd Portugalii        | szuter       | Sébastien Ogier    | Julien Ingrassia | Volkswagen Motorsport    |
| 2014  | 15 | Rajd Argentyny         | szuter       | Jari-Matti Latvala | Miikka Anttila   | Volkswagen Motorsport    |
| 2014  | 16 | Rajd Włoch             | szuter       | Sébastien Ogier    | Julien Ingrassia | Volkswagen Motorsport    |
| 2014  | 17 | Rajd Polski            | szuter       | Sébastien Ogier    | Julien Ingrassia | Volkswagen Motorsport    |
| 2014  | 18 | Rajd Finlandii         | szuter       | Jari-Matti Latvala | Miikka Anttila   | Volkswagen Motorsport    |
| 2014  | 19 | Rajd Australii         | szuter       | Sébastien Ogier    | Julien Ingrassia | Volkswagen Motorsport    |
| 2014  | 20 | Rajd Francji           | asfalt       | Jari-Matti Latvala | Miikka Anttila   | Volkswagen Motorsport    |
| 2014  | 21 | Rajd Hiszpanii         | mieszana     | Sébastien Ogier    | Julien Ingrassia | Volkswagen Motorsport    |
| 2014  | 22 | Rajd Wielkiej Brytanii | szuter       | Sébastien Ogier    | Julien Ingrassia | Volkswagen Motorsport    |
| 2015  | 23 | Rajd Monte Carlo       | mieszana     | Sébastien Ogier    | Julien Ingrassia | Volkswagen Motorsport    |
| 2015  | 24 | Rajd Szwecji           | śnieg        | Sébastien Ogier    | Julien Ingrassia | Volkswagen Motorsport    |
| 2015  | 25 | Rajd Meksyku           | szuter       | Sébastien Ogier    | Julien Ingrassia | Volkswagen Motorsport    |
| 2015  | 26 | Rajd Portugalii        | szuter       | Jari-Matti Latvala | Miikka Anttila   | Volkswagen Motorsport    |
| 2015  | 27 | Rajd Włoch             | szuter       | Sébastien Ogier    | Julien Ingrassia | Volkswagen Motorsport    |
| 2015  | 28 | Rajd Polski            | szuter       | Sébastien Ogier    | Julien Ingrassia | Volkswagen Motorsport    |
| 2015  | 29 | Rajd Finlandii         | szuter       | Jari-Matti Latvala | Miikka Anttila   | Volkswagen Motorsport    |
| 2015  | 30 | Rajd Niemiec           | asfalt       | Sébastien Ogier    | Julien Ingrassia | Volkswagen Motorsport    |
| 2015  | 31 | Rajd Australii         | szuter       | Sébastien Ogier    | Julien Ingrassia | Volkswagen Motorsport    |
| 2015  | 32 | Rajd Korsyki           | asfalt       | Jari-Matti Latvala | Miikka Anttila   | Volkswagen Motorsport    |
| 2015  | 33 | Rajd Hiszpanii         | mieszana     | Andreas Mikkelsen  | Ola Fløene       | Volkswagen Motorsport II |
| 2015  | 34 | Rajd Wielkiej Brytanii | szuter       | Sébastien Ogier    | Julien Ingrassia | Volkswagen Motorsport    |
| 2016  | 35 | Rajd Monte Carlo       | mieszana     | Sébastien Ogier    | Julien Ingrassia | Volkswagen Motorsport    |
| 2016  | 36 | Rajd Szwecji           | śnieg        | Sébastien Ogier    | Julien Ingrassia | Volkswagen Motorsport    |
| 2016  | 37 | Rajd Meksyku           | szuter       | Jari-Matti Latvala | Miikka Anttila   | Volkswagen Motorsport    |
| 2016  | 38 | Rajd Polski            | szuter       | Andreas Mikkelsen  | Anders Jæger     | Volkswagen Motorsport II |
| 2016  | 39 | Rajd Niemiec           | asfalt       | Sébastien Ogier    | Julien Ingrassia | Volkswagen Motorsport    |
| 2016  | 40 | Rajd Korsyki           | asfalt       | Sébastien Ogier    | Julien Ingrassia | Volkswagen Motorsport    |
| 2016  | 41 | Rajd Hiszpanii         | mieszana     | Sébastien Ogier    | Julien Ingrassia | Volkswagen Motorsport    |
| 2016  | 42 | Rajd Wielkiej Brytanii | szuter       | Sébastien Ogier    | Julien Ingrassia | Volkswagen Motorsport    |
| 2016  | 43 | Rajd Australii         | szuter       | Andreas Mikkelsen  | Anders Jæger     | Volkswagen Motorsport II |

## Dane techniczne
|                            | Volkswagen Polo R WRC |
| -------------------------- | --- |
| Silnik                     | Volkswagen 1,6L turbo, z bezpośrednim wtryskiem benzyny, umieszczony poprzecznie z przodu, intercooler, komputer Bosch, zwężka 33mm                        |
| Pojemność skokowa          | 1600 cm3 |
| Średnica tłoka             | 83 mm |
| Skok tłoka                 | 73,8 mm |
| Moc maksymalna             | 318 KM / 6250 obr./min. |
| Przyspieszenie             | 0-100 km/h: 3,9 sek |
| Maksymalny moment obrotowy | 430 Nm / 5000 obr./min. |
| Napęd                      | 4WD |
| Skrzynia biegów            | sekwencyjna, sześciobiegowa, ręczna skrzynia zamontowana poprzecznie, z łopatkami przy kierownicy                                                          |
| Dyferencjały               | Poprzecznie montowana wielopłytowa szpera |
| Sprzęgło                   | dwutarczowe sprzęgło ZF sterowane hydraulicznie |
| Zawieszenie                | kolumna MacPhersona, amortyzatory ZF, skok zawieszenia: 180 mm na asfalcie, 275 mm na szutrze                                                              |
| Opony                      | Michelin |
| Koła                       | 8×18 cali na asfalt; 7×15 cali na szuter; |
| Hamulce                    | 4-tłoczkowe aluminiowe zaciski Brembo chłodzone wodą, cztery wentylowane tarcze: przód 355 mm / tył 350 mm (asfalt) lub przód 300 mm / tył 300 mm (szuter) |
| Układ kierowniczy          | wspomagany, zębatkowy |
| Nadwozie                   | Bazowane na modelu Polo, wykonane ze stali nierdzewnej, zatwierdzone przez FIA, klatka bezpieczeństwa                                                      |
| Długość                    | 3976 mm |
| Szerokość                  | 1820 mm |
| Wysokość                   | 1356 mm |
| Rozstaw osi                | 2480 mm |
| Masa własna                | 1200 kg |

## Volkswagen Polo R WRC wersja 2.0
Volkswagen Polo R WRC – samochód rajdowy klasy WRC, którego debiut na rajdowych trasach miał miejsce podczas Rajdu Monte Carlo 2015. Model ten jest zbudowany na bazie drogowej wersji Volkswagena Polo. W porównaniu do poprzedniej wersji dokonano zmiany w przypadku podwozia oraz silnika. Zupełnie nowy element to skrzynia biegów sterowana łopatkami przy kierownicy, dopuszczona do użytku w sezonie 2015 w rajdach  WRC. Zastosowano zupełnie nowe malowanie nadwozia na które składają się kolory niebieski, granatowy oraz biały.

### Specyfikacja techniczna[1]
Silnik:
- rzędowy, czterocylindrowy z turbosprężarką i intercoolerem, zamontowany poprzecznie na przednią osią
- pojemność 1600 cm3
- moc 318 KM przy 6250 obr./min
- moment obrotowy 430 Nm przy 5000 obr./min
- średnica/skok tłoka 83 mm/73,8 mm
- zwężka 33 mm (wynikająca z regulaminu FIA)

Przeniesienie napędu:
- skrzynia biegów sześciobiegowa, sekwencyjna, zamontowana poprzecznie, hydraulicznie aktywowana, zmiana łopatką przy kierownicy
- napęd stały na cztery koła z równym podziałem momentu obrotowego pomiędzy osiami, wielotarczowe mechanizmy różnicowe o ograniczonym poślizgu
- sprzęgło dwudyskowe, aktywowane hydraulicznie

Zawieszenie:
- przód/tył kolumny MacPhersona, amortyzatory ZF
- skok zawieszenia około 180 mm na asfalcie oraz 275 mm na szutrze
- hamulce wentylowane tarcze (355 mm z przodu i 350 mm z tyłu na asfalcie oraz 300 mm na szutrze), cztery aluminiowe zaciski
- koła 8 x 18 cali na asfalt, 7 x 15 cali na szuter

Nadwozie i osiągi:
- rozstaw kół/osi 1610/2480 mm
- minimalna masa 1200 kilogramów
- przyśpieszenie około 3,9 sekundy do 100 km/h
- prędkość maksymalna 200 km/h